# Cot Bengalang
Cot Bengalang är ett berg i Indonesien.   Det ligger i provinsen Aceh, i den västra delen av landet, 1 700 km nordväst om huvudstaden Jakarta. Toppen på Cot Bengalang är 626 meter över havet.
Terrängen runt Cot Bengalang är huvudsakligen kuperad, men åt nordost är den platt. Terrängen runt Cot Bengalang sluttar norrut.Runt Cot Bengalang är det ganska glesbefolkat, med 31 invånare per kvadratkilometer. I omgivningarna runt Cot Bengalang växer i huvudsak städsegrön lövskog.